# Ringo e Gringo contro tutti
Ringo e Gringo contro tutti ist eine 1966 gedrehte italienisch-spanische Italowestern-Persiflage mit Raimondo Vianello und Lando Buzzanca in den Hauptrollen. Im deutschsprachigen Raum wurde der Film nicht gezeigt.

## Handlung
Zwei Konföderierte, ein Sergeant und ein Gefreiter, leben im aufgegebenen Fort Jackson; sie wissen nicht, dass der Bürgerkrieg beendet und ihr Regiment längst aufgelöst ist. Als das Fort durch Explosionen erschüttert wird, ergreifen sie im Glauben an einen militärischen Angriff die Flucht; tatsächlich führte aber die Eisenbahngesellschaft Sprengungen durch, um Schienen verlegen zu können. Als sie auf die Mädchen Virginia und Carolina treffen, die einer Untergrundorganisation ehemaliger Konföderierter angehören, sind sie gerettet und beginnen nun als Ringo und Gringo einen Kleinkrieg gegen die regulären Truppen, stehlen Gold usw. Ihre Unfähigkeit und pures Glück lassen ihre Aktionen viel Verwirrung stiften, sodass die Regierung eine Revolte vermutet. Der Präsident schickt Truppen in die Gegend, um Leben zu retten, die er durch den Aufstand gefährdet sieht. Er selbst begibt sich ebenfalls in die Region und wird prompt von den beiden Ex-Soldaten entführt. Dann erkennen Ringo und Gringo ihren Fehler, werden von der regulären Armee angeworben und mit Ehrungen überhäuft.

## Kritik
Christian Keßler sah wirklich drollige Gags, die weniger auf geistiger als auf körperlicher Komik aufgebaut sind.; Ulrich Bruckner nennt den Film in seinem Standardwerk zum Italowestern „unterhaltsam“.